# Татяна Ваксберг
Татяна Ваксберг e е българска журналистка и преводачка.
Дъщеря е на Аркадий Ваксберг, съветски евреин адвокат, публицист и писател, а майка ѝ е българка.
Работила е в БНТ, Радио „Свободна Европа“, Радио „Свобода“, DW и Le Courrier des Balkans. Била е кореспондентка в Хага и Вашингтон.
Към началото на 2022 г. тя е главен редактор в българската редакция на „Свободна Европа“.